# Arsonval
Arsonval é uma comuna francesa na região administrativa de Grande Leste, no departamento de Aube. Estende-se por uma área de 7,58 km². Em 2010 a comuna tinha 319 habitantes (densidade: 42,1 hab./km²).